# Homero Manzi

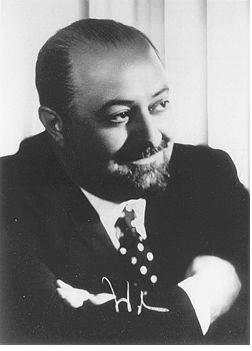
Homero Manzi, 1942

Homero Manzi (* 1. November 1907 in Añatuya, Argentinien; † 3. Mai 1951 in Buenos Aires) war ein Tangodichter, Autor vieler berühmter Tangos.

## Leben
Manzi wurde als Homero Nicolás Manzione Prestera am 1. November 1907 in Añatuya, Provinz Santiago del Estero geboren. Seit seiner Jugend interessierte er sich für Literatur und Tango. Nach einem kurzen Ausflug in den Journalismus arbeitete Manzi als Professor für Literatur und Spanisch, aber aus politischen Gründen (er war Mitglied der Unión Cívica Radical) wurde er entlassen und beschloss daraufhin, sich fortan den Künsten zu widmen.
1935 beteiligte er sich an der Gründung der FORJA (Fuerza de Orientación Radical de la Joven Argentina – Verband der Radikalen Orientierung der Argentinischen Jugend), einer Gruppe, deren Position als „Völkernationalismus“ klassifiziert wurde. Sie war in Argentinien und dem restlichen Lateinamerika aktiv und war der Meinung, Argentinien befände sich immer noch in einer kolonialen Situation. In Bezug auf die Situation in Europa unterstützte die Gruppe eine neutrale Position, sowohl Faschismus als auch Kommunismus wurden abgelehnt.
1934 gründete Manzi das Magazin Micrófono (Mikrofon), das Rundfunk, den argentinischen Film und Filmemacherei behandelte. Er schrieb 1937 zusammen mit Hugo Mac Dougall das Drehbuch zu Nobleza Gaucha, eine Neufassung des Stummfilms Huella (Fußabdruck) (1940), für den sie einen Preis erhielten und Confesión (Bekenntnis) (1940). Alle drei Filme hatten allerdings keinen großen kommerziellen Erfolg.
1940 begann seine lange Zusammenarbeit mit Ulyses Petit de Murat, mit dem er zunächst die Filmmusiken für Con el dedo en el gatillo (Finger am Abzug) (1940) und Fortín alto (Hohes Fort) (1940) schrieb.
Bekannt geworden ist Manzi jedoch für seine zahlreichen Tangos. Im Stadtteil Boedo wurde ihm zu Ehren eine Kreuzung, die in dem Tango „Sur“ erwähnt wird nach Manzi benannt. In Nueva Pompeya erinnert ein Wandgemälde an ihn. 1951 starb er in Buenos Aires.

## Tangos von Homero Manzi
| - Arrabal Milonga - Así Es El Tango - Ay De Mí - Bandoneón Amigo - Barrio De Tango - Betinotti Milonga - Borracho Porque Digo La Verdad - Buenos Aires Colina Chata - Canto De Ausencia - Carnavalera - Che Bandoneon - Cornetín - Dale Dale - Definiciones Para Esperar Mi Muerte - Desde El Alma - Despues - De Ayer A Hoy - De Barro - Discepolín - El Pescante - El Romantico Fulero - El Último Organito - Ensueño (Walzer) - En Un Ranchito De Alsina – Nobleza De Arrabal - Esquinas Porteñas (Walzer) - Eufemio Pizarro - Fruta Amarga | - Fueye - Fuimos - Gato - Gota De Lluvia (Walzer) - Horizontes - Juan Manuel - La Mariposa Y La Flor Tango Canción - La Pequeña Canción - Llanto - Llorarás, Llorarás (Walzer) - Malena - Mariana Milonga - Mañana Zarpa Un Barco - Milonga Del 900 - Milonga De Los Fortines - Milonga De Puente Alsina - Milonga Sentimental - Milonga Triste - Milongón - Mi Taza De Café - Monte Criollo - Muchacho Del Cafetin - Negra María Milonga Candombe - Negro Lindo - Ninguna - Oro Y Plata | - Paisaje (Walzer) - Papá Baltasar - Pena Mulata Milonga - Por Qué - Ramayón - Recién - Romance De Barrio (Walzer) - Romántica (Walzer) - Ronda De Ases - Ropa Blanca - Rosedal - Se Va La Murga - Sur - Tal Vez Será Su Voz - Tango - Tapera - Te Lloran Mis Ojos - Torrente - Triste Paica - Tu Pálida Voz - Una Lagrima Tuya - Valsecito De Antes (Walzer) - Veinticuatro De Agosto - Viejo Ciego - Voz De Tango - Yo Soy Del 30 |

## Werke
- Homero Manzi: Ecken in Buenos Aires: Tangos, Milongas, Valses u. Canciones (span.-dt.) = Esquinas Porteñas. Hrsg.: Eckart Haerter [Hrsg. u. Übers.] 3., neubearb. und erw.  Auflage. Tango Productions Haerter, Göttingen 2012, ISBN 978-3-9809306-6-6, S. 276 (d-nb.info [abgerufen am 4. Februar 2017]).